# Blakea subconnata
Blakea subconnata är en tvåhjärtbladig växtart som beskrevs av Otto Karl Berg och José Jéronimo Triana. Blakea subconnata ingår i släktet Blakea och familjen Melastomataceae. Inga underarter finns listade i Catalogue of Life.